# Marthod
Marthod é uma comuna francesa na região administrativa de Auvérnia-Ródano-Alpes, no departamento da Saboia. Estende-se por uma área de 14.78 km². Em 2010 a comuna tinha 1 390 habitantes (densidade: 94 hab./km²).